# 베트남의 행정 구역

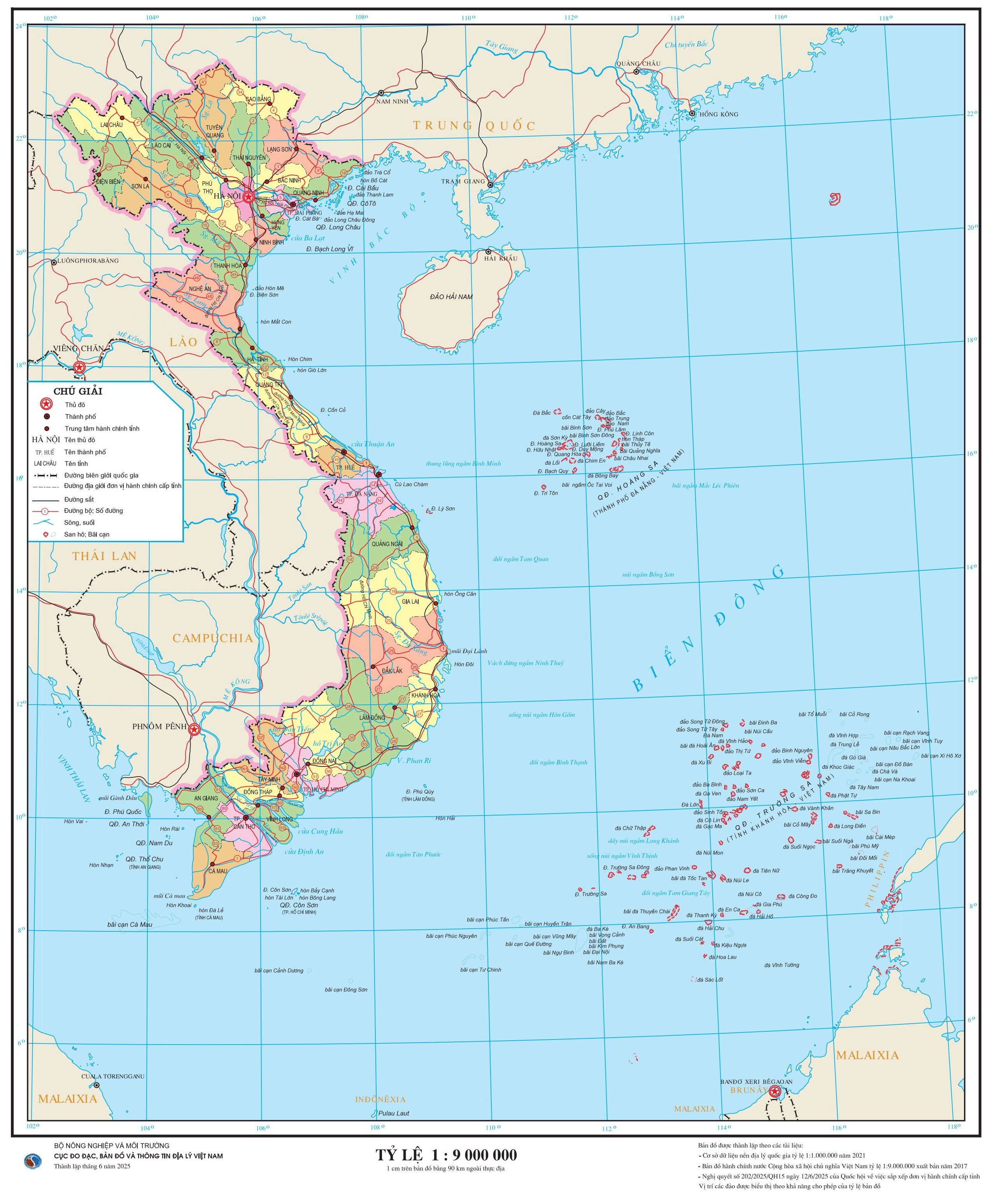
베트남의 행정 구역

베트남의 행정 구역은 2단계로 성(베트남어: Tỉnh / 省, 제1급 행정구), 사(베트남어: xã / 社, 제2급 행정구) 단위로 구성되어 있다. 보다 큰 단위로는 전국을 8개 지방으로 나눈 것도 있지만 편의상 행정 구역이며 정식 지방 행정 단위는 아니다.

## 행정구분
베트남의 행정 단위는 아래로 총 2단계가 존재한다. 대한민국의 단위로 치환하면 아래와 같이 바꿔볼 수 있다.
- 성(띤, 省) = 도(道)
- 중앙직할시 = 광역시
- 방(坊) = 동(洞)
- 시진(市鎭) = 읍(邑)
- 사(社) = 면(面)

이것을 도표로 표현하면 아래와 같다.
| Level        | 구분        | 구분      | 구분           | 구분                                         | 구분                                         | 구분                                         |
| ------------ | ----------- | --------- | -------------- | -------------------------------------------- | -------------------------------------------- | -------------------------------------------- |
| 1단계 (성급) | 성 (Tỉnh)   | 성 (Tỉnh) | 성 (Tỉnh)      | 중앙직할시 (Thành phố trực thuộc trung ương) | 중앙직할시 (Thành phố trực thuộc trung ương) | 중앙직할시 (Thành phố trực thuộc trung ương) |
| 2단계 (사급) | 방 (Phường) | 사 (Xã)   | 특구 (Đặc khu) | 방 (Phường)                                  | 사 (Xã)                                      | 특구 (Đặc khu)                               |

### 제1급 행정구
- 성(tỉnh,省) - 28개
- 중앙직할시(Thành phố trực thuộc Trung ương 城舗直屬中央, 또는 thành phố ,城舗) - 6개

### 제2급 행정구
2025년 7월 1일 기준으로, 시와 성은 모두 방, 사, 특별행정구 세분되며, 총 3,321개의 2급 행정구역이 존재한다. 이 중 동은 687방, 2,621사, 특별행정구는 13특별행정구.

### 도시 등급
행정 수준과는 별도로 중앙직할시 · 성 직할시는 4등급으로 분류한다. 하노이와 호찌민시는 특별시(Đô thị loại đặc biệt)이며, 그 다음 제1급 도시(Đô thị loại I), 제2급 도시(Đô thị loại II), 제3급 도시(Đô thị loại III)로 분류한다.

## 단위

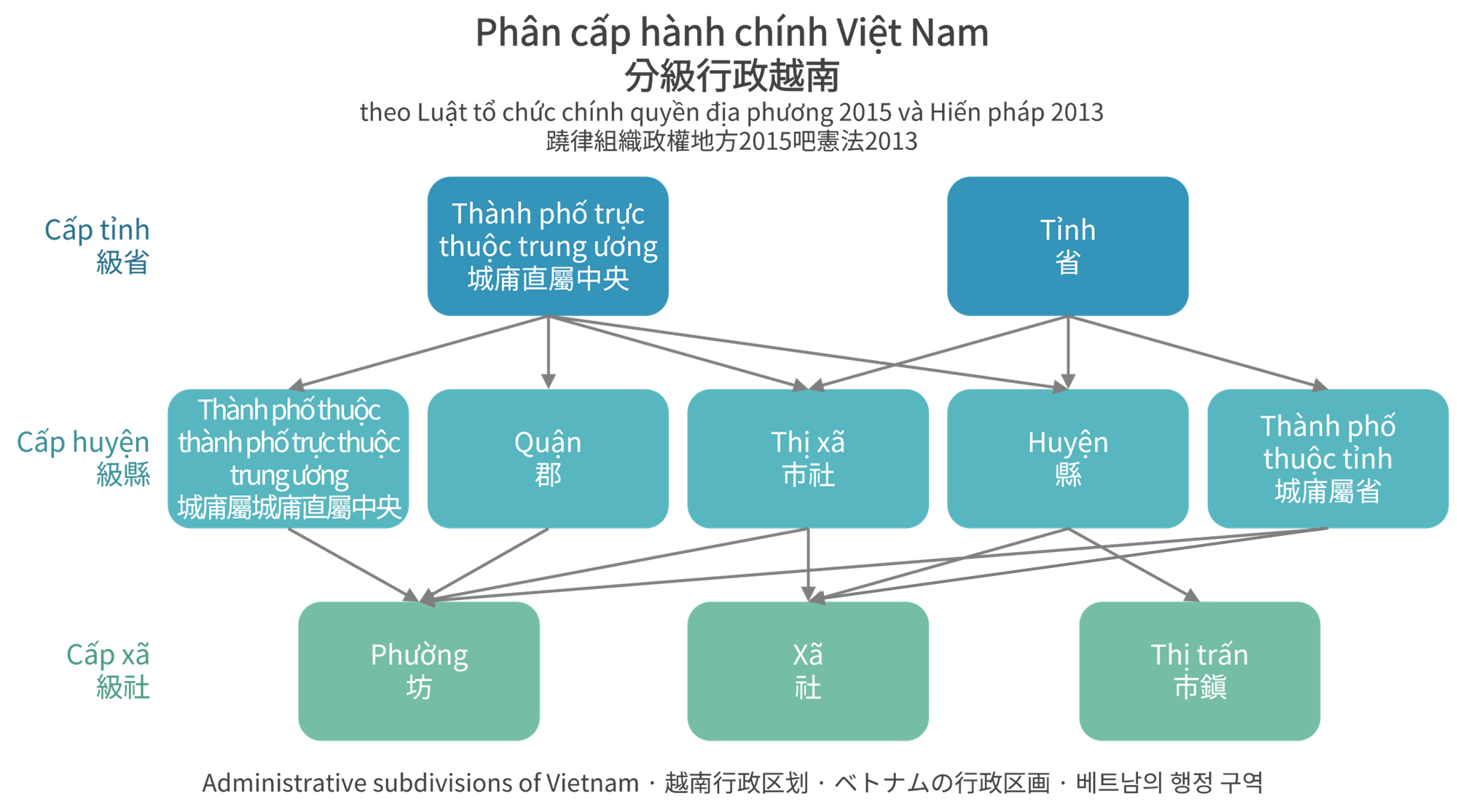
베트남의 행정 구역 (1992)

### 성
띤(베트남어: Tỉnh / 省)은 28개가 있으며, 같은 레벨의 〈중앙직할시〉(Thành phố trực thuộc Trung ương)는 6개가 있다.

#### 후옌(베트남어:huyện/縣)
성 아래에 성 직할시, 즉 〈성도〉의 개념인 〈타인포〉(thành phố), 현(huyện, 縣), 시사(thị xã, 市社)가 있고, 〈중앙직할시〉 아래에는 〈군〉(郡, 베트남어: quận / 郡), 〈현〉(縣), 〈시〉(市)가 있다.
- 성 (베트남어: tỉnh / 省 ❲Province❳)
  - 성도 - 타인포 (베트남어: thành phố ❲Capital City❳)
  - 현 (베트남어: huyện / 縣 ❲District❳)
    - 시사 (베트남어: thị xã / 市社 ❲Town❳)
- 중앙직할시
  - 군(郡, 베트남어: quận / 郡) - 대한민국의 구(區)와 같은 개념이다.
  - 시(베트남어: thị / 市)
  - 현(베트남어: huyện / 縣) - 대한민국의 군(郡)과 같은 개념이다.

### 싸(베트남어:xã/社)
현 아래 〈시진〉(베트남어: thị trấn / 市鎭 ❲town❳) 단위, 〈싸〉(xã, 社), 〈시〉 및 〈직할시〉 아래에는 〈방〉(베트남어: phường / 坊)과 〈싸〉(社)가 있다. 군(베트남어: quận / 郡) 아래의 단위는 〈방〉 (phường, 坊）밖에 없다.
- 현 (베트남어: huyện / 縣)
  - 시진 (베트남어: thị trấn / 市鎭)
    - 사 (베트남어: xã / 社)

  - 시
    - 방
      - 싸
- 군(베트남어: quận / 郡)
  - 방 (베트남어: phường / 坊 ❲프엉❳）

## 지방
베트남 정부는 가끔씩 지방을 8개의 지역으로 구분 짓는다. 이러한 지방 구분은 항상 사용되는 것은 아니며, 대체 분류로 가능하다.
베트남의 지방을 분류하면 아래와 같다.
1. 서북 - 6성 : 라오까이, 라이쩌우, 디엔비엔, 선라, 호아빈, 옌바이
2. 동북 - 9성 : 하장, 까오방, 박깐, 랑선, 뚜옌꽝, 타이응우옌, 푸토, 박장, 꽝닌
3. 홍강 삼각주 - 10성 : 타이빈, 남딘, 닌빈, 하남, 하노이, 빈푹, 박닌, 흥옌, 하이즈엉, 하이퐁
4. 북중부 - 6성 : 타인호아, 응에안, 하띤, 꽝빈, 꽝찌, 후에
5. 남중부 - 8성 : 다낭, 꽝남, 꽝응아이, 빈딘, 푸옌, 카인호아, 닌투언, 빈투언
6. 중부 고원 - 5성 : 꼰뚬, 잘라이, 닥락, 닥농, 럼동
7. 동남부 - 6성 : 빈푹, 빈즈엉, 동나이, 떠이닌, 바리어붕따우, 호찌민시
8. 메콩강 삼각주 - 13성 : 롱안, 띠엔장, 벤째, 빈롱, 짜빈, 동탑, 허우장, 속짱, 안장, 끼엔장, 박리에우, 까마우, 껀터

## 성
| 직지이름        | 베트남어 표기         | 성도       | 인구(2025년 현재) | 면적         | 지방         |
| --------------- | --------------------- | ---------- | ----------------- | ------------ | ------------ |
| 까오방성        | Cao Bằng              | 까오방     | 573,119           | 7,942.39km2  | 동북         |
| 랑선성          | Lạng Sơn              | 랑선       | 881,384           | 8,310.18km2  | 동북         |
| 푸토성          | Phú Thọ               | 비엣찌     | 4,022,638         | 9,361.38km2  | 동북         |
| 꽝닌성          | Quảng Ninh            | 할롱       | 1,197,477         | 6,207.95km2  | 동북         |
| 타이응우옌성    | Thái Nguyên           | 타이응우옌 | 1,799,489         | 8,375.21km2  | 동북         |
| 뚜옌꽝성        | Tuyên Quang           | 뚜옌꽝     | 1,865,270         | 13,795.50km2 | 동북         |
| 라오까이성      | Lào Cai               | 라오까이   | 1,778,785         | 13,256.92km2 | 서북         |
| 디엔비엔성      | Điện Biên             | 디엔비엔푸 | 673,091           | 9,539.93km2  | 서북         |
| 라이쩌우성      | Lai Châu              | 라이쩌우   | 512,601           | 9,068.73km2  | 서북         |
| 선라성          | Sơn La                | 선라       | 1,404,587         | 14,108.89km2 | 서북         |
| 박닌성          | Bắc Ninh              | 박닌       | 3,619,433         | 3,194.72km2  | 홍강삼각주   |
| 흥옌성          | Hưng Yên              | 흥옌       | 3,567,943         | 2,514.81km2  | 홍강삼각주   |
| 닌빈성          | Ninh Bình             | 호알르     | 4,412,464         | 3,942.62km2  | 홍강삼각주   |
| 하노이(수도)    | Hà Nội                | 하노이     | 8,807,523         | 3,359.84km2  | 홍강삼각주   |
| 하이퐁 (직할시) | Hải Phòng             | 하이퐁     | 4,664,124         | 3,194.72km2  | 홍강삼각주   |
| 하띤성          | Hà Tĩnh               | 하띤       | 1,622,901         | 5,994.45km2  | 북중부       |
| 응에안성        | Nghệ An               | 빈         | 3,831,694         | 16,486.50km2 | 북중부       |
| 꽝찌성          | Quảng Trị             | 동하       | 1,870,845         | 12,700km2    | 북중부       |
| 타인호아성      | Thanh Hoá             | 타인호아   | 4,324,783         | 11,114.71km2 | 북중부       |
| 후에 (직할시)   | Huế                   | 후에       | 1,432,986         | 4,947.11km2  | 북중부       |
| 닥락성          | Đắk Lắk               | 부온마투옷 | 3,346,853         | 18,096.40km2 | 중부고원     |
| 잘라이성        | Gia Lai               | 쁠래이꾸   | 3,583,693         | 21,576.93km2 | 중부고원     |
| 럼동성          | Lâm Đồng              | 달랏       | 3,872,999         | 24,233.07km2 | 중부고원     |
| 카인호아성      | Khánh Hòa             | 냐짱       | 2,243,554         | 8,555.86km2  | 남중부       |
| 꽝응아이성      | Quảng Ngãi            | 꽝응아이   | 2,161,755         | 14,832.55km2 | 남중부       |
| 다낭 (직할시)   | Đà Nẵng               | 다낭       | 3,065,628         | 11,859.59km2 | 남중부       |
| 동나이성        | Đồng Nai              | 비엔호아   | 4,491,408         | 12,737.18km2 | 동남부       |
| 떠이닌성        | Tây Ninh              | 떠이닌     | 3,254,170         | 8,536.44km2  | 동남부       |
| 호찌민 (직할시) | Thành phố Hồ Chí Minh | 호찌민     | 14,002,598        | 6,772.59km2  | 동남부       |
| 안장성          | An Giang              | 롱쑤옌     | 4,952,238         | 9,888.91km2  | 메콩강삼각주 |
| 까마우성        | Cà Mau                | 까마우     | 2,606,672         | 7,942.39km2  | 메콩강삼각주 |
| 동탑성          | Đồng Tháp             | 까올라인   | 4,370,046         | 5,938.64km2  | 메콩강삼각주 |
| 빈롱성          | Vĩnh Long             | 빈롱       | 4,257,581         | 6,296.20km2  | 메콩강삼각주 |
| 껀터 (직할시)   | Cần Thơ               | 껀터       | 4,199,824         | 6,360.83km2  | 메콩강삼각주 |

## 중앙직할시

### 하노이
하노이는 베트남 사회주의공화국의 수도로, 홍강 삼각주에 있다. 인구는 8,685,607명이다 (2024년). 오랜 역사를 지닌 도시로, 베트남 역대 왕조는 이곳에 수도를 두었고, 프랑스도 식민지 기간에는 이곳에 통킹 지방의 행정청을 두었다. 1945년부터는 베트남 민주공화국의 수도가 되었고, 1976년 통일 베트남의 수도가 되었다.

### 호찌민 시
호찌민시는 베트남에서 가장 큰 도시로 메콩강 하구 삼각주에 자리하고 있다. 16세기에 베트남인에게 정복되기 전에는 프레이 노코르란 이름의 캄보디아의 주요 항구였다. ‘사이공’이란 이름으로 프랑스 식민지인 코친차이나와 그 후의 독립국인 남베트남(1954년~1976년)의 수도이기도 했다. 1975년에 사이공은 ‘호찌민시’로 이름이 바뀌었다. (그러나 여전히 “사이공”이 많이 쓰인다.) 시 중심부는 사이공강의 강둑에 놓여 있고, 남중국해로부터 60킬로미터 떨어져 있다.

### 하이퐁
하이퐁은 베트남에서 3번째로 인구가 많은 도시이다. 하노이로부터 약 100km 떨어져 있으며, 하이퐁은 베트남 북부 지역의 주요 항구도시이기도 하다.

### 껀터
껀터는 인구 4,199,824명 (2025년)을 가진 베트남 남부의 메콩강 삼각주 최대의 도시로 중앙직할시이다.
껀터는 메콩강 최대의 지류인 하우 강의 남안에 있으며, 베트남 최대의 도시인 호찌민시에서 서쪽으로 약 160km에 위치한다. 껀터는 열대 몬순 기후대에 속하며, 우기와 건기를 가진다. 우기는 5월부터 11월이며, 건기는 12월부터 4월이다. 연간 평균 습도는 83%, 연간 평균 강수량은 1,635mm, 연간 평균 기온은 섭씨 27도이다. 껀터시에 인접한 성으로는 안장성, 허우장성, 끼엔장성, 빈롱성 및 동탑성이 있다.

### 다낭
다낭은 베트남 남중부 지방의 최대 상업 및 항구도시이자 베트남의 다섯 개의 직할시 중 하나이고, 베트남에서 네 번째로 큰 도시이다. 다낭은 남중국해와 맞닿아 있다. 다낭의 역사는 약 300년 정도 거슬러 올라간다. 베트남의 문화가 존재한 4천 년에 비하면 비교적 신생 지역이라 할 수 있다.
고대에는 참족의 중요 거점으로 번영을 누렸고 1847년 장바티스트 세실 장군이 파견한 프랑스 배가 로마 가톨릭 선교사의 박해에 대한 보복으로 다낭을 폭격하였다. 1858년 8월, 나폴레옹 3세의 명령에 따라 프랑스 군대가 상륙하여 이 지역을 식민지로 지배하기 시작하였다. 이때부터 다낭은 투란(프랑스어: Tourane)이라고 불렸다. 다낭은 프랑스령 인도차이나의 5대 도시의 하나가 되었다. 베트남 전쟁 당시, 다낭은 남베트남군과 미군의 주요한 공군 기지로 활용되었다. 그때부터 다낭의 인구는 1백만 명이 넘게 증가하였다. 1968년 후에 전투의 여파로 후에에서 많은 사람이 다낭으로 피신하였다. 1997년 이전에 다낭은 꽝남-다낭 성의 일부였다가, 1997년 1월 1일 베트남의 네 번째 직할시가 되면서 꽝남성과 분리되었다.

### 후에
수도 하노이와는 540 km, 베트남 최대도시인 호찌민시와는 644km의 거리에 위치해 후에. 2024년 11월 30일에 베트남 국회는 2025년 1월 1일을 기해 트어티엔후에성 전체를 기반으로 하여 후에 중앙직할시를 설립하는 결의안을 투표로 통과시켰다. 이에 따라 트어티엔후에성의 성도였던 후에 성할시는 투언호아군과 푸쑤언군으로 분할되었고, 퐁디엔현은 퐁디엔 시사로 개편되었으며, 남동현은 푸록현에 편입되었다.